# Joueur par excellence de la Ligue canadienne de football
Le titre de Joueur par excellence de la Ligue canadienne de football, appelé de 1953 à 1988 le trophée Schenley du meilleur joueur de la saison, est décerné chaque année au joueur qui est considéré le meilleur de la LCF. Deux joueurs sont en compétition pour ce titre, soit le vainqueur du trophée Terry-Evanshen attribué au meilleur joueur de la division Est, et le vainqueur du trophée Jeff-Nicklin, remis au meilleur joueur de la division Ouest. Le gagnant est choisi par les membres de Football Reporters of Canada, l'association des journalistes qui couvrent le football canadien.
Ce titre a été décerné la première fois en 1953, et il était alors appelé le trophée Schenley, en référence à la distillerie Schenley qui en était le commanditaire. Avant la création formelle de la LCF en 1958, ce trophée honorait le meilleur joueur des deux ligues professionnelles de l'époque, la Interprovincial Rugby Football Union et la Western Interprovincial Football Union.
En novembre 2023, la Ligue canadienne de football a officiellement donné au trophée le nom de « Joueur par excellence George-Reed » (en anglais George Reed Most Outstanding Player Award) pour honorer George Reed (en), un des plus célèbres joueurs de football canadien.

## Liste des lauréats
Pour la signification des abréviations, voir Glossaire des positions au football canadien.
- 1953 – Billy Vessels (en) (DO), Eskimos d'Edmonton
- 1954 – Sam Etcheverry (QA), Alouettes de Montréal
- 1955 – Pat Abbruzzi (DO), Alouettes de Montréal
- 1956 – Hal Patterson (DD/AR), Alouettes de Montréal
- 1957 – Jackie Parker (en) (DO), Eskimos d'Edmonton
- 1958 – Jackie Parker (QA), Eskimos d'Edmonton
- 1959 – Johnny Bright (en) (DO), Eskimos d'Edmonton
- 1960 – Jackie Parker (QA), Eskimos d'Edmonton
- 1961 – Bernie Faloney (en) (QA), Tiger-Cats de Hamilton
- 1962 – George Dixon (DO), Alouettes de Montréal
- 1963 – Russ Jackson (en) (QA), Rough Riders d'Ottawa
- 1964 – Lovell Coleman (en) (DO), Stampeders de Calgary
- 1965 – George Reed (en) (DO), Roughriders de la Saskatchewan
- 1966 – Russ Jackson (QA), Rough Riders d'Ottawa
- 1967 – Peter Liske (en) (QA), Stampeders de Calgary
- 1968 – Bill Symons (DO), Argonauts de Toronto
- 1969 – Russ Jackson (QA), Rough Riders d'Ottawa
- 1970 – Ron Lancaster (en) (QA), Roughriders de la Saskatchewan
- 1971 – Don Jonas (en) (QA), Blue Bombers de Winnipeg
- 1972 – Garney Henley (en) (RÉ), Tiger-Cats de Hamilton
- 1973 – George McGowan (en) (RÉ), Eskimos d'Edmonton
- 1974 – Tom Wilkinson (en) (QA), Eskimos d'Edmonton
- 1975 – Willie Burden (en) (DO), Stampeders de Calgary
- 1976 – Ron Lancaster (QA), Roughriders de la Saskatchewan
- 1977 – Jimmy Edwards (en) (DO), Tiger-Cats de Hamilton
- 1978 – Tony Gabriel (en) (AR), Rough Riders d'Ottawa
- 1979 – David Green (DO), Alouettes de Montréal
- 1980 – Dieter Brock (en) (QA), Blue Bombers de Winnipeg
- 1981 – Dieter Brock (QA), Blue Bombers de Winnipeg
- 1982 – Condredge Holloway (en) (QA), Argonauts de Toronto
- 1983 – Warren Moon (QA), Eskimos d'Edmonton
- 1984 – Willard Reaves (en) (DO), Blue Bombers de Winnipeg
- 1985 – Mervyn Fernandez (en) (RÉ), Lions de la Colombie-Britannique
- 1986 – James Murphy (en) (RÉ), Blue Bombers de Winnipeg
- 1987 – Tom Clements (QA), Blue Bombers de Winnipeg
- 1988 – David Williams (en) (RÉ), Lions de la Colombie-Britannique
- 1989 – Tracy Ham (en) (QA), Eskimos d'Edmonton
- 1990 – Michael Clemons (en) (DO), Argonauts de Toronto
- 1991 – Doug Flutie (QA), Lions de la Colombie-Britannique
- 1992 – Doug Flutie (QA), Stampeders de Calgary
- 1993 – Doug Flutie (QA), Stampeders de Calgary
- 1994 - Doug Flutie (QA), Stampeders de Calgary
- 1995 – Mike Pringle (DO), Stallions de Baltimore
- 1996 – Doug Flutie (QA), Argonauts de Toronto
- 1997 – Doug Flutie (QA), Argonauts de Toronto
- 1998 – Mike Pringle (DO), Alouettes de Montréal
- 1999 – Danny McManus (QA), Tiger-Cats de Hamilton
- 2000 – Dave Dickenson (QA), Stampeders de Calgary
- 2001 – Khari Jones (QA), Blue Bombers de Winnipeg
- 2002 – Milt Stegall (DI), Blue Bombers de Winnipeg
- 2003 – Anthony Calvillo (QA), Alouettes de Montréal
- 2004 – Casey Printers (QA), Lions de la Colombie-Britannique
- 2005 – Damon Allen (QA), Argonauts de Toronto
- 2006 – Geroy Simon (DI), Lions de la Colombie-Britannique
- 2007 – Kerry Joseph (QA), Roughriders de la Saskatchewan
- 2008 – Anthony Calvillo (QA), Alouettes de Montréal
- 2009 – Anthony Calvillo (QA), Alouettes de Montréal
- 2010 – Henry Burris (QA), Stampeders de Calgary
- 2011 – Travis Lulay (QA), Lions de la Colombie-Britannique
- 2012 – Chad Owens (RÉ/SRB), Argonauts de Toronto
- 2013 – Jon Cornish (DO), Stampeders de Calgary
- 2014 – Solomon Elimimian (SEC), Lions de la Colombie-Britannique
- 2015 - Henry Burris (QA), Rouge et Noir d'Ottawa
- 2016 – Bo Levi Mitchell (QA), Stampeders de Calgary
- 2017 – Michael Reilly (QA), Eskimos d'Edmonton
- 2018 – Bo Levi Mitchell (QA), Stampeders de Calgary
- 2019 – Brandon Banks (RÉ/SRB), Tiger-Cats de Hamilton
- 2020 – Saison annulée
- 2021 – Zach Collaros (QA), Blue Bombers de Winnipeg
- 2022 – Zach Collaros (QA), Blue Bombers de Winnipeg
- 2023 – Chad Kelly (QA), Argonauts de Toronto
- 2024 – Brady Oliveira (DO), Blue Bombers de Winnipeg

## Finaliste au titre de Joueur par excellence
Note: Avant 1973, ce n'était pas nécessairement le vainqueur du trophée Jeff-Russel ou du trophée Jeff-Nicklin qui était finaliste du titre. Les finalistes étaient annoncées séparément, et les premières années il y en avait plus d'un.
- 1953 – Tex Coulter, Montréal; John Henry Johnson, Calgary, Gene Roberts, Ottawa
- 1954 – Rollie Miles, Edmonton & Alex Webster, Montréal
- 1955 – Jackie Parker, Edmonton; Dick Shatto, Toronto; Ken Carpenter, Saskatchewan
- 1956 – Jackie Parker (QA), Eskimos d'Edmonton
- 1957 – Hal Patterson (DD/AR), Alouettes de Montréal
- 1958 – Dick Shatto (DO), Argonauts de Toronto
- 1959 – Bernie Faloney (QA), Tiger-Cats de Hamilton
- 1960 – Cookie Gilchrist (DO), Argonauts de Toronto
- 1961 – Jackie Parker (QA), Eskimos d'Edmonton
- 1962 – Tommy Joe Coffey (RÉ), Eskimos d'Edmonton
- 1963 – Joe Kapp (QA), Lions de la Colombie-Britannique
- 1964 – Dick Shatto (DO), Argonauts de Toronto
- 1965 – Garney Henley (DD), Tiger-Cats de Hamilton
- 1966 – Ron Lancaster (QA), Roughriders de la Saskatchewan
- 1967 – Tommy Joe Coffey (RÉ), Tiger-Cats de Hamilton
- 1968 – George Reed (DO), Roughriders de la Saskatchewan
- 1969 – George Reed (DO), Roughriders de la Saskatchewan
- 1970 – Tommy Joe Coffey (RÉ), Tiger-Cats de Hamilton
- 1971 – Leon McQuay (DO), Argonauts de Toronto
- 1972 – Mack Herron (DO), Blue Bombers de Winnipeg